# Christopher Dorst

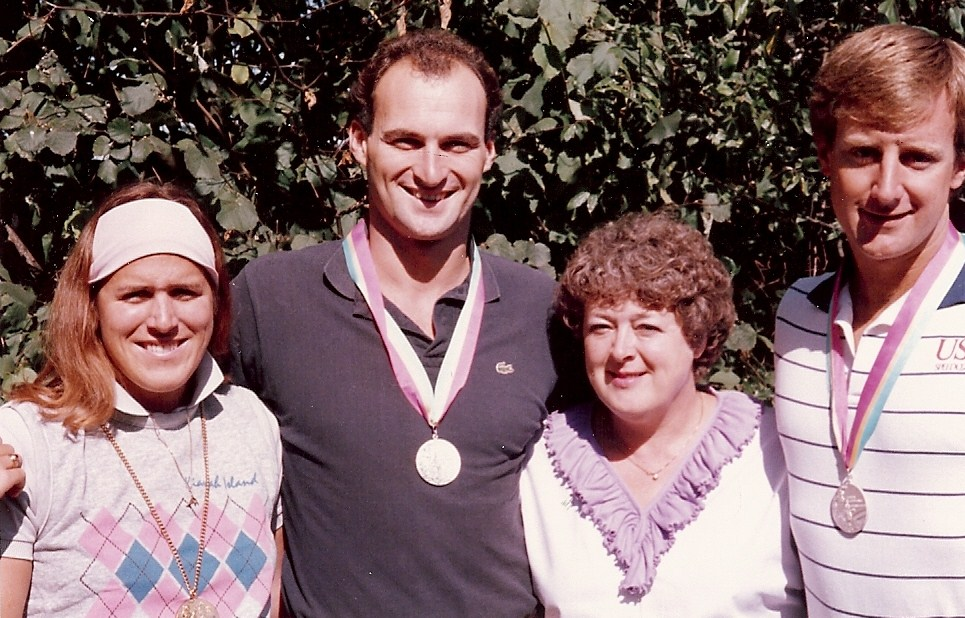
Kim Peyton, Andrew McDonald, Barbara Peyton och Chris Dorst.

Christopher "Chris" Dorst, född 5 juni 1956, är en amerikansk vattenpolomålvakt. Han deltog i den olympiska vattenpoloturneringen i Los Angeles där USA tog silver. Dorst spelade en match i turneringen, mot Grekland. Dorst är gift med simmaren Marybeth Linzmeier.
Dorst studerade vid Stanford University. Han var tilltänkt för det amerikanska landslaget redan vid olympiska sommarspelen 1980 men USA beslutade att bojkotta OS den gången.